# Bazylika Sant’Eufemia w Mediolanie
Bazylika Sant’Eufemia w Mediolanie – kościół mediolański poświęcony św. Eufemii z Chalcedonu, ufundowany prawdopodobnie przez arcybiskupa Mediolanu, św. Senatore da Settala, w latach 472–475. Przebudowany został w XV w., a następnie wielokrotnie modernizowany. 
Obecna budowla jest efektem prac podjętych w 1870 przez Enrico Terzaghi. Kilka lat później fasada w stylu pseudo-romańsko-gotyckim została zastąpiona aktualną z cegieł i kamienia z Vicenzy. Poprzedzona jest portykiem o trzech arkadach z mozaikami. Wewnątrz kościoła znajdziemy freski i inne malowidła świadczące o jego bogatej historii. W pierwszej kaplicy po lewej stronie znajdują się Zaślubiny św. Katarzyny, których autorem jest być może Marco d’Oggiono ze szkoły Leonarda. W drugiej kaplicy po tej samej stronie znajdziemy jedno z płócien Bergognone, natomiast w trzeciej płótno Madonna z Dzieciątkiem między świętymi i aniołami (M. d’Oggiono). Obecnie w kościele przechowywane jest też dzieło Zesłanie Ducha Świętego Simone Peterzano, przeniesione tu z kościoła San Paolo Converso. Najsłynniejsza rzeźba to Tomba Brasca autorstwa Cristoforo Solariego.

## Muzyka
Kościół posiada doskonałą akustykę, dlatego w latach 50. XX w. był wykorzystywany jako miejsce nagrań koncertów Marii Callas, która nagrała tu trzy opery: I puritani, Cavalleria rusticana (1953) i La sonnambula (1957). W latach 70., aż do 1982 kościół był też miejscem nagrań utworów Miny.